# Rainer Holl

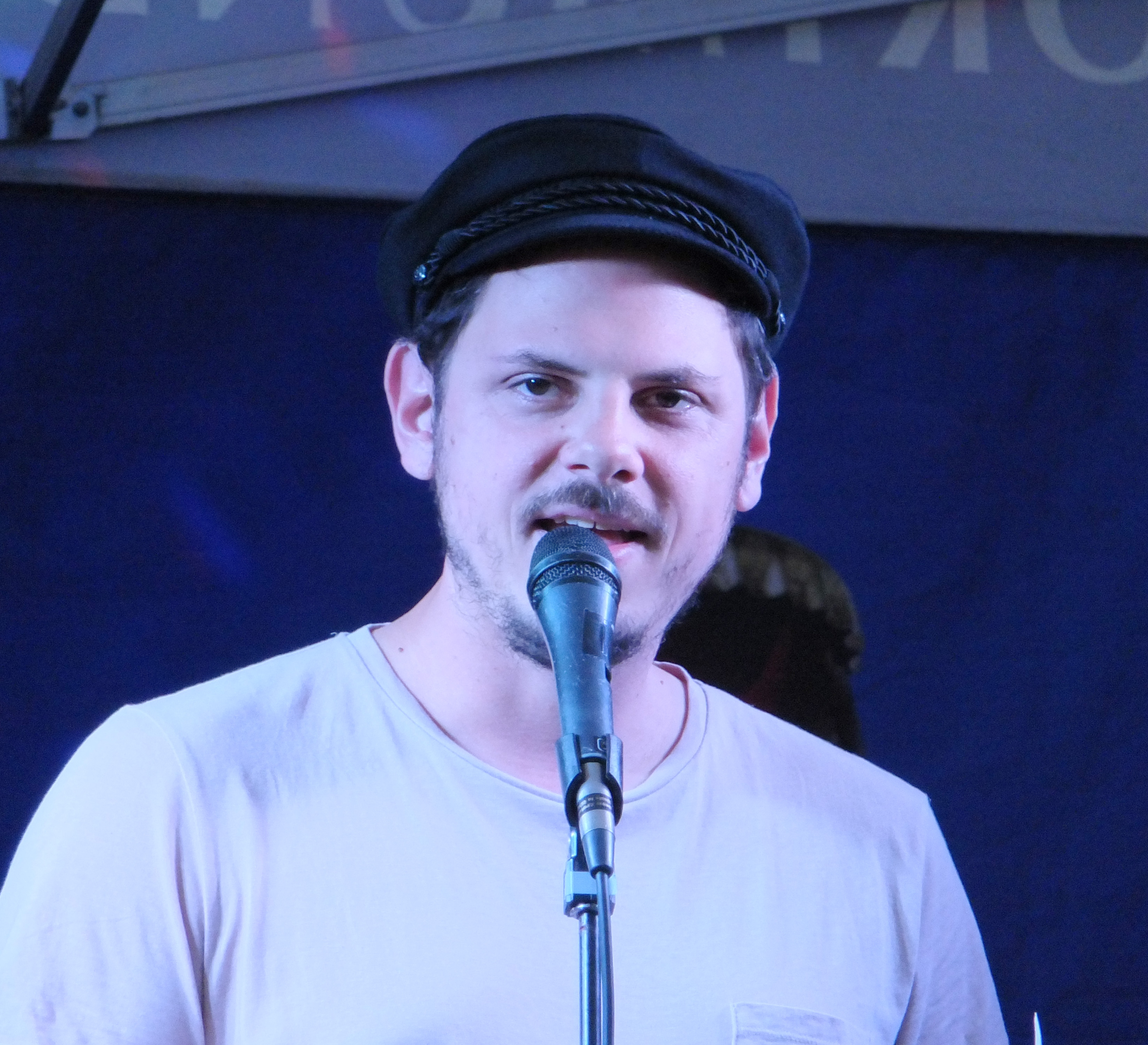
Rainer Holl, 2018

Rainer Holl (* 1983 in Neuwied) ist ein deutscher Autor, Poetry Slammer und Moderator.

## Wirken
Aufgewachsen in der Nähe von Neuwied, studierte Holl Angewandte Literatur- und Kulturwissenschaften an der TU Dortmund und der Swinburne University in Melbourne, 2012 erreichte er den Master der Angewandten Literatur- und Kulturwissenschaften und wurde für seine Arbeit über David Foster Wallace mit dem Jahrgangsbestenpreis der Fakultät Kulturwissenschaften der TU Dortmund ausgezeichnet.
Seit 2009 tritt Rainer Holl mit seinen prosaischen und lyrischen Texten bei diversen Literaturveranstaltungsreihen auf. Er ist Veranstalter, Teilnehmer und Moderator von klassischen Poetry Slams, Bier-Slams, Jazz-Slams, Lesebühnen oder Science Slams im gesamten deutschsprachigen Raum. Darüber hinaus ist er auch als freier Dozent und Workshop-Leiter im Bereich Kreatives Schreiben tätig. Holl arbeitete von 2013 bis 2015 als künstlerischer Leiter des Literaturhauses Dortmund.
Holl lebt und arbeitet derzeit in Leipzig.

## Sonstiges
- mit Björn Gögge bildet er das Slam-Team „Beard & Breakfast“[6], gemeinsam erreichten sie 2017 das Halbfinale der deutschsprachigen Slam-Meisterschaften in Hannover.

## Auszeichnungen
- 2010: LesArt.Preis
- 2011: Petra Meurer Preis
- 2016: Martha-Saalfeld-Förderpreis
- 2017: Finalist beim Open Mike
- 2017: Poetry Slam-Landesmeister von Berlin/Brandenburg
- 2019: deutschsprachiger Vize-Meister im Poetry Slam
- 2021: Goldener Rostocker Koggenzieher
- 2021: Hamburger Comedy Pokal
- 2021: Bielefelder Kabarettpreis (1. Preis)
- 2023: Poetry Slam-Landesmeister von Rheinland-Pfalz

## Beiträge in Anthologien (Auswahl)
- Oliver Ruf (Hrsg.): Kopfkohle: Literatur von der Ruhr. Klartext-Verlag, 2011, ISBN 978-3-8375-0492-7.
- Minu Hedayati-Aliabadi, Martina Pfeiler (Hrsg.): Pott Meets Poetry: Die erste illustrierte Slam-Anthologie des Ruhrgebiets. Lektora-Verlag, 2013, ISBN 978-3-95461-011-2.
- Haus für Poesie (Hrsg.): 25. open mike - Wettbewerb für junge Literatur. Die 20 Finaltexte. Allitera Verlag, 2017, ISBN 978-3-96233-008-8.